# Senran Kagura
Senran Kagura (閃乱カグラ?) è una serie di videogiochi giapponesi ideata da Ken'ichirō Takaki, prodotta da Marvelous e sviluppata principalmente da Tamsoft. Il franchise ruota attorno alla rivalità tra gruppi di ragazze shinobi.
Dalla serie sono state tratti, oltre a vari manga, tre opere anime: la serie Senran Kagura (2013) basata su Senran Kagura Burst, l'OAV Senran Kagura: Estival Versus - Mizugi-darake no zen'yasai (2015) collocato temporalmente dopo Senran Kagura: Shinovi Versus e prima di Estival Versus, e infine la serie Senran Kagura Shinovi Master (2018) basata su Shinobi Master Senran Kagura: New Link.

## Trama
C'è stato un tempo in cui c'erano ninja al servizio di potenti, assunti per missioni di intelligence, distruzione o assassinio. Anche se i tempi sono cambiati, la necessità di un ninja non è svanito. In una particolare scuola, ci sono ragazze che sono segretamente in formazione per diventare ninja. Asuka, Katsuragi, Hibari, Ikaruga, e Yagyū sono cinque studentesse shinobi dell'Accademia Nazionale Hanzō, ciascuna con una propria tecnica segreta.

## Personaggi

### Hanzō National Academy
Le protagoniste del primo videogioco e dell'anime. L'Accademia Nazionale Hanzō (国立半蔵学院?, Kokuritsu Hanzō Gakuin) fu originariamente creata dal governo giapponese per poter contrastare i ninja ingaggiati dalle aziende e dai politici per soddisfare le loro ambizioni personali. È anche conosciuta come la Fazione della Luce, dove soltanto i buoni sono accettati: questo significa che solamente gli individui con una storia pulita, ovvero senza aver commesso alcun crimine (come ad esempio l'omicidio) possono entrarne a far parte.
Asuka (飛鳥?)
Doppiata da: Hitomi Harada
La protagonista, è una ragazza del secondo anno delle superiori, che passa per un soffio l'esame di promozione. Vuole seguire le orme di suo nonno e diventare una ninja grandiosa. Asuka è ottimista, ma talvolta per questo risulta ingenua, e ha paura delle rane, le quali (sfortunatamente per lei) sono gli animali evocati dai ninja della sua famiglia (elemento che omaggia il racconto tradizionale Jiraiya Goketsu Monogatari). Le sue armi preferite sono le Ninjatō, che il nonno le ha donato una volta diventata shinobi.
Ikaruga (斑鳩?)
Doppiata da: Asami Imai
Una ragazza del terzo anno, matura e solidale, che prende il suo dovere di ninja molto seriamente. Tuttavia qualche volta perde la sua compostezza e agisce in modo molto più naturale. Ikaruga è un'orfana che è stata adottata da una facoltosa famiglia di ninja sia per mostrare la propria filantropia che per riempire il posto di shinobi di famiglia. Il figlio naturale della famiglia, Murasame, si è rivelato completamente inadatto al ruolo e la famiglia ha scelto Ikaruga per tramandare la tradizione shinobi. L'animale che evoca attraverso l'Arte Segreta Ninja è la fenice cinese e la sua arma preferita è la katana, Hien, che le è stata ceduta da suo padre adottivo.
Katsuragi (葛城?)
Doppiata da: Yū Kobayashi
Una ragazza del terzo anno delle superiori, è il membro pervertito del gruppo, che ama palpeggiare il seno di Asuka. L'animale che evoca in combattimento attraverso l'Arte Segreta Ninja è il drago e le sue armi preferite sono un paio di stivali di metallo. Katsuragi si impegna duramente come shinobi per poter provare a se stessa di essere la più forte e per ristabilire l'onore perduto della sua famiglia, che perse quando i suoi genitori fallirono una missione e scelsero di fuggire piuttosto che suicidarsi, lasciando indietro la figlia perché senza colpe.
Yagyū (柳生?)
Doppiata da: Kaori Mizuhashi
Una studentessa del primo anno e ninja prodigio. Tiene molto alla sua compagna Hibari che aiuta in moltissime occasioni e protegge a tutti i costi. Indossa una benda sull'occhio destro e ha sempre con sé un ombrello, con varie armi nascoste al suo interno. L'animale che evoca in combattimento attraverso l'Arte Segreta Ninja è un calamaro gigante. Yagyu aveva una sorellina, ma un anno prima degli eventi narrati nella serie morì in un incidente d'auto. In seguito, il giorno della cerimonia di apertura del primo anno scolastico che frequenta all'accademia incontra Hibari, per la quale inizia a provare affetto per la sua notevole somiglianza con la sorellina scomparsa.
Hibari (雲雀?)
Doppiata da: Yuka Iguchi
Una ragazza del primo anno, è molto infantile, goffa e ama le cose dolci e carine. Hibari è anche molto amica di Yagyū, per la quale prova un grande affetto. L'animale che evoca in combattimento attraverso l'Arte Segreta Ninja è un coniglio rosa. Hibari è una dei pochi personaggi che non ha un passato oscuro, triste o doloroso.
Kiriya (霧夜?)
Doppiato da: Keiji Fujiwara e Kanehira Yamamoto (Peach Beach Splash)
L'insegnante delle studentesse shinobi all'Accademia Hanzō. Ha l'abitudine di apparire e sparire avvolgendosi in una nuvola di fumo. Addestrò Rin quando era una shinobi appartenente alla fazione della luce.
Daidōji (大道寺?)
Doppiata da: Yū Asakawa
Una ninja di due anni più giovane di Rin. Giurò di non diplomarsi fino a quando non avesse sconfitto Rin. Daidōji è spesso accompagnata da un gatto nero. L'animale che evoca in combattimento attraverso l'Arte Segreta Ninja è la tigre.
Hanzō (半蔵?)
Doppiato da: Kanehira Yamamoto
Il nonno di Asuka, nonché ninja leggendario a cui è stato dedicato il nome dell'Accademia. Ora è in pensione e gestisce un ristorante di sushi. Quando va a trovare Asuka prepara sempre per pranzo dei rotoli di sushi di grandi dimensioni per lei e le sue compagne di classe.

### Homura's Crimson Squad
Le principali rivali di Skirting Shadows e protagoniste di Crimson Girls. Inizialmente studentesse d'élite dell'Accademia Clandestina Hebijo, ne sono poi fuoruscite per formare una loro unità, la Homura's Crimson Squad (焔紅蓮隊?, Homura Guren-tai).
Homura (焔?)
Doppiata da: Eri Kitamura
Una ragazza del secondo anno, leader dell'Homura Crimson Squad e protagonista di Senran Kagura Burst. Combatte con 3 katane per mano, brandendole come artigli. Proviene da una famiglia di shinobi appartenenti alla fazione della luce, ma avendo ucciso una persona è stata costretta a schierarsi nella fazione oscura. La persona che uccise era un ninja malvagio che l'aveva aggredita quando era ancora una studentessa della scuola media. Nonostante lo avesse fatto per legittima difesa, è stata comunque bandita dalla sua famiglia. L'animale evocato in combattimento attraverso l'Arte Segreta Ninja è il serpente Elaphe climacophora.
Yomi (詠?)
Doppiata da: Ai Kayano
Ragazza all'apparenza dolce e carina, ma che in realtà ha un lato oscuro. Combatte con un enorme spadone a due mani o, a sua scelta, una piccola balestra su un braccio e un cannoncino (Nifelhem) sull'altro. Ha un'ossessione per i germogli di soglia che lei considera cibo economico, buono e salutare adatto ai poveri. La sua ossessione deriva dal fatto che la sua famiglia è sempre vissuta in povertà nelle baraccopoli e lì è morta, lasciandola sola. L'animale evocato in combattimento attraverso l'Arte Segreta Ninja è il serpente Euprepiophis conspicillatus.
Hikage (日影?)
Doppiata da: Ryōko Shiraishi
Una ragazza che è stata addestrata fin da piccola a essere una macchina per uccidere e che perciò non prova emozioni. Come arma usa un coltello di media lunghezza, che è solita leccare prima di combattere. L'animale evocato in combattimento attraverso l'Arte Segreta Ninja è il cobra.
Mirai (未来?)
Doppiata da: Saori Gotō
Mirai è la ragazza più piccola del gruppo ma al contrario di Hibari per niente infantile. Alle scuole medie è stata vittima di bullismo e veniva spesso ignorata, quindi si è iscritta all'Accademia Hebijo per vendicarsi. Lì ha incontrato le altre ragazze e finalmente si è sentita accettata, ma, memore delle scuole medie, odia ancora essere ignorata. Combatte usando un ombrello al cui interno è installata una mitraglietta ed è in grado di far comparire da sotto la gonna aerei cacciabombardieri, mitragliatrici pesanti e cannoni anticarro. L'animale evocato in combattimento attraverso l'Arte Segreta Ninja è il serpente Gloydius blomhoffii, meglio noto come mamushi.
Haruka (春花?)
Doppiata da: Megumi Toyoguchi
Ragazza subdola e dalle abilità di manipolazione mentali molto potenti. Da bambina è stata usata come bambola da sua madre, impazzita dopo l'arresto del marito. Mentre tentava di dare fuoco alla sua casa per liberarsi di sua madre è stata fermata da Rin, che l'ha portata all'Accademia Hebijo. Haruka è anche la scienziata del gruppo, infatti è sempre al lavoro per sviluppare nuove pozioni ogni volta diverse. Per questo combatte con fiale chimiche esplosive e con un robot da lei costruito. L'animale che evoca in combattimento attraverso l'Arte Segreta Ninja è il serpente Amphiesma vibakari.

### Hebijo Clandestine Girls' Academy
L'Accademia Clandestina Hebijo (秘立蛇女子学園?, Hiritsu Hebi Joshi Gakuen), anche conosciuta come la Fazione Oscura, è la scuola rivale dell'Accademia Hanzō, dove chiunque è ben accetto. Come recita il motto dell'accademia: L'oscurità accetta tutti.  Le cinque nuove studentesse d'élite dell'Accademia Hebijo fanno la loro prima apparizione in Senran Kagura: Shinovi Versus.
Miyabi (雅緋?)
Doppiata da: Hiromi Hirata
Studentessa del terzo anno. Sua madre venne uccisa da uno Yoma davanti ai suoi occhi quando era ancora una bambina. Dopo essere rimasta gravemente ferita in una missione, aveva perso i suoi ricordi ed è stata ricoverata in ospedale per tre anni. La sua arma preferita è una spada a sette punte. Gli animali evocati in combattimento attraverso l'Arte Segreta Ninja sono il corvo e il serpente.
Imu (忌夢?)
Doppiata da: Chiwa Saitō
Studentessa del terzo anno, amica d'infanzia di Miyabi e sorella maggiore di Murasaki. È stata ricoverata per un anno in ospedale dopo essere rimasta ferita nella missione alla quale aveva preso parte assieme a Miyabi, dopodiché è rimasta per due anni ad assistere la sua amica e sostenerne la guarigione. La sua arma preferita è un bō. L'animale evocato in combattimento attraverso l'Arte Segreta Ninja è la volpe.
Murasaki (紫?)
Doppiata da: Sayuri Yahagi
Studentessa del secondo anno e sorella più giovane di Imu. Nonostante sia entrata facilmente a far parte dell'Accademia Hebijo non frequenta mai la scuola ed è la prima studentessa ad aver marinato le lezioni nella storia dell'istituto. Ha un carattere solitario ed il suo unico amico è un peluche di nome Bebeby. Le sue armi preferite è sono degli enormi shuriken legati ai suoi capelli. L'animale evocato in combattimento attraverso l'Arte Segreta Ninja è l'orso.
Ryōbi (両備?, Ryōbi)
Doppiata da: Yōko Hikasa
Studentessa del primo anno e sorella gemella di Ryōna, trasferitasi dall'Accademia Gessen. Ha un complesso per il suo seno piccolo ed ha un carattere fortemente sadico. La sua arma preferita è un fucile da cecchino. L'animale evocato in combattimento attraverso l'Arte Segreta Ninja è il cervo.
Ryōna (両奈?, Ryōna)
Doppiata da: MAKO
Studentessa del primo anno e sorella gemella di Ryōbi, trasferitasi dall'Accademia Gessen. A differenza di sua sorella Ryōna ama mostrare il suo grosso seno ed ha un carattere estremamente masochista. Durante i combattimenti si caratterizza per il movimento simile ad una pattinatrice. Le sue armi sono quattro pistole, impugnate due per ogni mano. L'animale evocato in combattimento attraverso l'Arte Segreta Ninja è il maiale.
Suzune (鈴音?) / Rin (凛?)
Doppiata da: Suzuko Mimori
L'insegnante delle ragazze dell'Accademia Clandestina Hebijo. In passato si faceva chiamare Rin e fu allieva di Kiriya nell'Accademia Hanzō. All'epoca il suo obiettivo era quello di diventare una "super ninja". Dopo aver fallito una difficile missione ed essere stata dichiarata morta, è stata assoldata dalla fazione oscura come insegnante. L'animale che evoca in combattimento attraverso l'Arte Segreta Ninja è il falco.

### Gessen Girls' Academy
L'Accademia Gessen (死塾月閃女学館?, Shijuku Gessen Jogakkan) è una scuola privata in cui le sue studentesse vantano una rigorosa disciplina e purezza di spirito. Le cinque studentesse d'élite dell'Accademia sono state tutte cresciute da Kurokage, nonno biologico di Yumi, che in passato si batté per eliminare tutti i mali del mondo ma che proprio per questa sua ossessione venne esiliato dal mondo shinobi. Devote al suo sogno, queste cinque anime nobili combattono per distruggere l'oscurità, con ogni mezzo necessario. Le studentesse d'élite dell'Accademia Gessen fanno la loro prima apparizione in Senran Kagura: Shinovi Versus.
Yumi (雪泉?)
Doppiata da: Yumi Hara
Studentessa del terzo anno e leader dell'Accademia Gessen. Perse i suoi genitori quando era una bambina, così venne cresciuta da suo nonno Kurokage. Le sue armi preferite sono una coppia di ventagli. L'animale che evoca in combattimento attraverso l'Arte Segreta Ninja è il ragno delle nevi.
Murakumo (叢?)
Doppiata da: Hisako Kanemoto
Studentessa del terzo anno che indossa sempre una maschera han'nya. Quando si ritrova senza maschera sul volto diventa estremamente timida e insicura. Le sue armi sono una lancia e una grossa mannaia. Gli animali che evoca in combattimento attraverso l'Arte Segreta Ninja sono lupi.
Yozakura (夜桜?)
Doppiata da: Kaori Ishihara
Studentessa del secondo anno, è una ragazza molto seria ed è il braccio destro di Yumi. Le sue armi sono un paio di grossi guanti motorizzati a pistoni che possono ingrandirsi in combattimento per massimizzare i danni. L'animale che evoca in combattimento attraverso l'Arte Segreta Ninja è il cinghiale.
Shiki (四季?)
Doppiata da: Ayano Yamamoto
Studentessa del primo anno, è la kogaru del gruppo. Ragazza popolare e di tendenza, passa molto del suo tempo al telefono. Per lenire il dolore per la mancanza dei suoi genitori recita spesso il Sutra del Cuore. La sua arma preferita è una falce a doppia lama. Gli animali che evoca in combattimento attraverso l'Arte Segreta Ninja sono uno stormo di pipistrelli.
Minori (美野里?)
Doppiata da: Hiromi Igarashi
Studentessa del primo anno, con un comportamento molto infantile. Ama i giochi e le caramelle e considera un gioco anche il suo dovere di shinobi. In realtà il suo comportamento infantile e il fatto che non le piaccia combattere sono dovuti alla morte dei suoi genitori in una missione, per questo motivo ritiene che le persone dovrebbero passare più tempo a giocare anziché combattere. Le sue armi sono un secchio e una padella. L'animale che evoca in combattimento attraverso l'Arte Segreta Ninja è un criceto.

### Altri personaggi
Murasame (村雨?)
Doppiato da: Hiroki Yasumoto
È il fratello maggiore di Ikaruga, anche se non sono parenti di sangue in quanto quest'ultima è stata adottata. Murasame non riuscì a superare l'esame di ammissione all'Accademia Hanzō e per questo porta rancore nei confronti di Ikaruga, che è stata scelta per tramandare la tradizione shinobi di famiglia al posto suo e alla quale è stata affidata la spada Hien, un cimelio di famiglia tramandato da generazioni. Anche se gli mancano le qualità per diventare uno shinobi ha dimostrato invece di poter essere un abile uomo d'affari.
Dōgen
Doppiato da: Jūrōta Kosugi
Finanziatore dell'Accademia Clandestina Hebijo, è stato lui a commissionare il furto della Pergamena delle Arti Ninja Arcane dell'Accademia Hanzō. Il suo scopo era di utilizzarla per far rivivere uno Yoma noto come Orochi, per il quale è richiesto il sacrificio di una shinobi. Non possiede personalmente talento come shinobi, ma è abile nell'arte ninja della manipolazione.
Kagura (かぐら, 神楽?)
Doppiata da: Yuki Matsuoka
Kagura fa la sua prima comparsa in Senran Kagura 2: Deep Crimson ed è un essere eterno che si reincarna ripetutamente ogni 100 anni esclusivamente per sradicare gli Yoma. Per diventare più potente e avanzare di forma ha bisogno di consumare i Globi Rossi degli Yoma sconfitti. Nella sua prima forma ha le sembianze di una bambina, nella sua seconda forma è una ragazza adolescente mentre nella sua terza forma assume le sembianze di una donna adulta, infine, nella sua forma finale, quella di True Kagura (真神楽), ha un aspetto simile  quello della sua terza forma ma presenta un bagliore dorato negli occhi e indossa una corazza nera ed un mantello rosso. Nella sua forma adulta ha la capacità di manipolare lo spazio e di teletrasportarsi, mentre nella sua forma finale acquisisce la capacità di sconfiggere istantaneamente qualsiasi Yoma e ha la totale padronanza della manipolazione dello spazio.
Naraku (奈楽?)
Doppiata da: Yuuko Kaida
Discendente del Clan Goshin, è la sacerdotessa prescelta e protettrice della Gemma della Reincarnazione, nonché guardia del corpo di Kagura, della quale segue gli ordini. Le sue armi sono due palle di ferro attaccate ai piedi delle quali può controllare le dimensioni.
Sayuri (小百合?)
Doppiata da: Reiko Suzuki (Sayuri) / Rie Tanaka (Jasmine)
È la nonna di Asuka e moglie di Hanzō, nonché Sacerdotessa del Kagura Millennium Festival. Si tratta dell'unico shinobi che Hanzō ha dichiarato di temere. Quando usa la trasformazione shinobi assume l'aspetto di Jasmine (ジャスミン), ripristinando la forza e l'aspetto che aveva da giovane. L'animale che evoca in combattimento attraverso l'Arte Segreta Ninja è l'elefante africano.
Ryōki (両姫?)
Doppiata da: Kikuko Inoue
La defunta sorella maggiore di Ryōbi e Ryōna, riportata in vita durante il Kagura Millennium Festival da Sayuri e dalle sorelle Mikagura in Senran Kagura: Estival Versus. Quando le viene toccata l'aureola sopra la testa cambia personalità e diventa molto più aggressiva, tornando di nuovo tranquilla se le viene toccata l'aureola un'altra volta. Quando era una studentessa dell'Accademia Gessen, Ryōki venne uccisa da uno Yoma durante una missione. Fino a quando Rin non ha detto loro la verità, Ryōbi e Ryōna avevano sempre pensato che la loro sorella maggiore fosse stata uccisa da Miyabi, che durante una missione aveva usato una tecnica ninja proibita, e per questo volevano vendicarne la morte uccidendola. Le armi che utilizza in combattimento sono un fucile da caccia, uno scudo e una bara. L'animale da lei evocato attraverso l'Arte Segreta Ninja è la Chimera.
Renka (蓮華?)
Doppiata da: Minami Tsuda
La più grande delle tre sorelle Mikagura, che assistono Sayuri nel Kagura Millennium Festival. Le sue armi sono due bastoni per suonare il tamburo e l'animale che evoca in combattimento attraverso l'Arte Segreta Ninja è il pavone.
Hanabi (華毘?)
Doppiata da: Sora Tokui
La sorella intermedia delle tre sorelle Mikagura, che assistono Sayuri nel Kagura Millennium Festival. È una ragazza molto energica, che in combattimento fa ricorso ad effetti pirotecnici. La sua arma è un grosso martello e l'animale che evoca in combattimento attraverso l'Arte Segreta Ninja è il pesce rosso.
Kafuru (華風流?)
Doppiata da: Shiori Izawa
La più giovane delle tre sorelle Mikagura, che assistono Sayuri nel Kagura Millennium Festival. Ha l'abitudine di prendere in giro le altre persone, si vanta della sua maturità intellettuale ed è spesso condiscendente con quelli che ritiene mentalmente inferiori, come la sorella Hanabi. Le sue armi sono due pistole ad acqua e l'animale che evoca in combattimento attraverso l'Arte Segreta Ninja è il delfino.

## Media

### Videogiochi
Serie principale
- Senran Kagura: shōjo-tachi no shin'ei (Nintendo 3DS, 2011)
- Senran Kagura Burst (Nintendo 3DS, 2012)
- Senran Kagura: Shinovi Versus (PlayStation Vita, 2013; Microsoft Windows, 2016)
- Senran Kagura 2: Deep Crimson (Nintendo 3DS, 2014)
- Senran Kagura: Estival Versus (PlayStation 4 e PlayStation Vita, 2015; Microsoft Windows, 2017)
- Senran Kagura: Peach Beach Splash (PlayStation 4, 2017; Microsoft Windows, 2018)

Spin-off
- Senran Kagura: Bon Appétit! (PlayStation Vita, 2014; Microsoft Windows, 2016)
- Senran Kagura Reflexions (Nintendo Switch, 2017)
- Senran Kagura: Peach Ball (Nintendo Switch, 2018)

Mobile
- Senran Kagura: New Wave (iOS e Android, 2012)
- Shinobi Master Senran Kagura: New Link (iOS e Android, 2017)

Remake
- Senran Kagura Burst Re:Newal (PlayStation 4, 2018)

### Manga
Esistono cinque serie manga basate sulla serie di videogiochi Senran Kagura. L'adattamento principale, scritto da Kenichirō Takaki e illustrato da Amami Takatsume, iniziò la serializzazione sulla rivista di Media Factory Monthly Comic Alive il 27 agosto 2011. Seven Seas Entertainment ha iniziato la sua pubblicazione nel Nord America nel novembre 2013 con il titolo Senran Kagura: Skirting Shadows. Un secondo manga intitolato Senran Kagura: Guren no uroboros, illustrato da Manabu Aoi, iniziò la serializzazione sulla rivista Comic Rex, edita da Ichijinsha, il 27 settembre 2011. Senran Kagura Spark! fu pubblicato sulla rivista di Enterbrain Famitsu Comic Clear tra il 19 agosto 2011 e il 17 febbraio 2012, seguito da Senran Kagura: Senshi bankō no Haruka e Senran Enji Kyonyū-gumi, entrambi pubblicati tra il 7 settembre 2012 e il 1º febbraio 2013.

### Anime
La prima serie televisiva animata ispirata alla serie di videogiochi è stata prodotta dallo studio Artland ed è andata in onda in Giappone dal 6 gennaio al 24 marzo 2013, per un totale di 12 episodi trasmessi su Tokyo MX e AT-X. La serie è stata diretta da Takashi Watanabe, con la sceneggiatura a cura di Takao Yoshioka e il design dei personaggi a cura di Takashi Torii. In Italia è inedita.

#### Episodi di Senran Kagura: Ninja Flash
| Nº | Titolo italiano (traduzione) Giapponese 「Kanji」 - Rōmaji                               | In onda          | In onda |
| Nº | Titolo italiano (traduzione) Giapponese 「Kanji」 - Rōmaji                               | Giapponese       |         |
| 1  | Il ninja sul grattacielo 「摩天楼に立つ忍者」 - Matenrō ni tatsu shinobi                 | 6 gennaio 2013   |         |
| 2  | Appare lo shinobi leggendario 「伝説の忍あらわる」 - Densetsu no shinobi arawareru       | 13 gennaio 2013  |         |
| 3  | Un intruso sotto la luce lunare 「月下の侵入者」 - Gekka no shinnyūsha                   | 20 gennaio 2013  |         |
| 4  | Allenamento in spiaggia: Isola shinobi 「臨海修行・忍島」 - Rinkai shugyō shinobitō      | 27 gennaio 2013  |         |
| 5  | Attacco a sorpresa all’Accademia Hanzō! 「奇襲!半蔵学院」 - Kishū! Hanzō Gakuin!         | 3 febbraio 2013  |         |
| 6  | Nella barriera la guerra continua! 「連動忍結界」 - Rendō shinobi kekkai                 | 10 febbraio 2013 |         |
| 7  | Escursione del terrore 「恐怖のハイキング」 - Kyōfu no haikingu                          | 17 febbraio 2013 |         |
| 8  | I ricordi della classe ninja 「追憶の忍教室」 - Tsuioku no shinobi kyōshitsu             | 24 febbraio 2013 |         |
| 9  | Accademia Segreta del Serpente per Ragazze 「秘立蛇女子学園」 - Hiritsu Hebi Joshigakuen | 3 marzo 2013     |         |
| 10 | Yin e yang 「陰と陽」 - In to yo                                                         | 10 marzo 2013    |         |
| 11 | La resa dei conti al castello 「決戦天守閣」 - Kessen tenshukaku                         | 17 marzo 2013    |         |
| 12 | Arti ninja arcane 「超秘伝忍法」 - Chō hiden ninpo                                       | 24 marzo 2013    |         |

##### Sigla di apertura
- Break Your World, interpretata da Sayaka Sasaki.

##### Sigle di chiusura
- Fighting Dreamer, interpretata da Hitomi Harada, Asami Imai, Yū Kobayashi, Kaori Mizuhashi e Yuka Iguchi (episodi 1-3, 8).
- Yamiyo wa otome wo hana ni suru (闇夜は乙女を花にする? lett. I fiori delle ragazze della notte), interpretata da Eri Kitamura, Ai Kayano, Ryōko Shiraishi, Saori Gotō e Megumi Toyoguchi (episodi 4-6, 9).
- Shissōron (疾走論? lett. La teoria dello scatto), interpretata da Hitomi Harada (episodi 7, 10-12).

#### Episodi speciali
I seguenti episodi speciali sono stati pubblicati in ciascuno dei volumi in Blu-ray/DVD di Senran Kagura.
| Nº | Titolo italiano (traduzione) Giapponese 「Kanji」 - Rōmaji                                                    | In onda        | In onda |
| Nº | Titolo italiano (traduzione) Giapponese 「Kanji」 - Rōmaji                                                    | Giapponese     |         |
| 1  | Un'eccitante presa delle misure 「どきどき身体測定」 - Dokidoki Karada Sokutei                                | 27 marzo 2013  |         |
| 2  | Devo nascondere le nudità di Hibari! 「雲雀の裸を隠すのだ！」 - Hibari no Hadaka o Kakusu no da!              | 24 aprile 2013 |         |
| 3  | Vorrei nascondere la faccia tra quelle tette! 「その胸に顔を埋めたい！」 - Sono Mune ni Kao o Umetai!         | 29 maggio 2013 |         |
| 4  | Esercizi in stile Ikaruga! 「斑鳩式エクササイズ！」 - Ikaruga-shiki Ekusasaizu!                               | 26 giugno 2013 |         |
| 5  | Divieto! Non entrate in quella stanza del terrore! 「禁断！開かずの間の恐怖！」 - Kindan! Akazunoma no Kyōfu! | 24 luglio 2013 |         |
| 6  | Rivale in battaglia senza onore! 「仁義なきライバル対決!」 - Jingi Naki Raibaru Taiketsu!                     | 28 agosto 2013 |         |

#### OAV
L'edizione limitata Senran Kagura: Estival Versus Nyu Nyu DX Pack per PlayStation 4, pubblicata in Giappone il 26 marzo 2015, includeva anche un OAV intitolato Senran Kagura: Estival Versus - Mizugi-darake no zen'yasai (閃乱カグラ ESTIVAL VERSUS -水着だらけの前夜祭-?), dalla durata di 30 minuti, diretto da Shigeru Ueda. In questo episodio le ragazze dei quattro team rivali ricevono un invito per una giornata ad un Spa Resort. Una volta giunte sul posto si troveranno però ad affrontare delle misteriose shinobi inviate da Sayuri in occasione della vigilia del Kagura Millennium Festival. In loro aiuto interverranno Rin e Daidōji, ma ad un certo punto si ritroveranno ad affrontare anche Ryōna, che nel frattempo aveva bevuto una pozione per l'ingrandimento preparata da Haruka.

##### Sigla di chiusura
- Hello,Hello,Hello, interpretata da ChouCho.

#### Episodi di Senran Kagura: Shinovi Master
| Nº | Titolo italiano (I titoli degli episodi sono in lingua inglese) | In onda          | In onda |
| Nº | Titolo italiano (I titoli degli episodi sono in lingua inglese) | Giapponese       |         |
| 1  | CHANGE THE WORLD                                                | 12 ottobre 2018  |         |
| 2  | PBS                                                             | 19 ottobre 2018  |         |
| 3  | ROCKET DIVE                                                     | 26 ottobre 2018  |         |
| 4  | IT'S SHOWTIME!!                                                 | 2 novembre 2018  |         |
| 5  | BE HONEST                                                       | 9 novembre 2018  |         |
| 6  | SHINOVI VERSUS                                                  | 16 novembre 2018 |         |
| 7  | WE'LL MEET AGAIN                                                | 23 novembre 2018 |         |
| 8  | DON'T STOP BELIEVING                                            | 30 novembre 2018 |         |
| 9  | BURN                                                            | 7 dicembre 2018  |         |
| 10 | TWO HEARTS                                                      | 14 dicembre 2018 |         |
| 11 | LIFE IS BEAUTIFUL                                               | 21 dicembre 2018 |         |
| 12 | HOMETOWN                                                        | 28 dicembre 2018 |         |